# Dyscia dodonaeeti
Dyscia dodonaeeti là một loài bướm đêm trong họ Geometridae.